# Kolomak, Poltava
Kolomak (în ucraineană Коломак) este un sat în comuna Cerkasivka din raionul Poltava, regiunea Poltava, Ucraina.

## Demografie
Componența lingvistică a localității Kolomak
     Ucraineană (100%)
Conform recensământului din 2001, toată populația localității Kolomak era vorbitoare de ucraineană (100%).